# 1976 en philosophie
Chronologie de la philosophie
- 1972
- 1973
- 1974
- 1975
- 1976
- 1977
- 1978
- 1979
- 1980

L’année 1976 a été marquée, en philosophie, par les événements suivants :

## Publications
- Clément Rosset : Le réel et son double
- Johan Degenaar : Moraliteit en Politiek. Kaapstad: Tafelberg.

### Traductions
- Jakob Böhme :  De l'élection de la grâce, traduction Debeo, Milan, 1976